# 微笑的闪士
《微笑的闪士》是一部由海瀬壮祐创作的日本漫画。全12集電視動畫系列由WOWOW于2004年10月至2005年1月播放。

## 情节简介
闪士是指善于使用火枪的武士。主角天道琉朱菜是一位面带微笑且很有天分的金发闪士。她受天子的吩咐为了体会“终极战法—不用武力消除对方敌意的方法”而到各地去旅行。在途中遇到了被人追杀的佣兵武士虎島弥次郎，并帮助他救出了被作为人质的主公。此后两人开始一起旅行，之后又有善于利用气球的红橘加入，几人一路上帮助被欺凌的弱者。后来由于琉朱菜突然被天子通緝成为了赏金犯人，于是为了查明真相琉朱菜一行向天都（天子所在的地方）出发，并最终发现了隐藏在天都的阴谋。

## 出场人物

### 主要人物
天道琉朱菜（聲優：高橋美佳子）
17歲(動畫版為16歲)，身高168cm，三圍B104、W53、H82
有著一頭金髮的爆乳美少女，从小被训练为天子的影武者。擁有很強的運動及射擊能力，希望能够结束当时天下的战乱。性格上有些天然呆，總是穿些相當暴露的衣服在曝光時:又相當的害羞。在与虎島弥次郎的旅行中逐渐领悟到了不战而胜的终极战法。她善用的武器是一把能容6发子弹的左轮手枪。喜欢洗澡。
虎島弥次郎（聲優：中井和哉）
使用一把长刀的武士，曾经是参加过反对天子的叛军，有“殿后之虎”的称号。被琉朱菜叫做「小弥」。
红橘（聲優：松岡由貴）
被红桃华收养在桃华楼的孤儿，擅长使用气球，能够造出形状、大小和功能各异的特殊气球。

### 中央天都
天子（聲優：本多知恵子）
天都的国君，年轻且有智慧，希望不使用武力平息战乱。
大御堂刹那（聲優：本多知恵子）
動畫原創角色，並取代原作登場的銀鉛
天子的另一个影武者，曾受开山道士的建议囚禁真的天子，自己装成天子通缉琉朱菜，并命令十天闪攻击琉朱菜一行。拥有和琉朱菜不相上下的射击能力。
霞（聲優：佐久間紅美）
動畫原創角色，刹那的部下，過去是彌次郎的夥伴。
銀鉛
原作登場的爆乳女閃士，其射擊能力可與琉朱菜匹敵。但左眼卻因年幼時的意外導致失明並換上義眼「萬透眼」。
真身是早雲的第一弟子也是琉朱菜的義姊。

### 惡人與敵對者
道化师/開山道士/鐵假面男爵（聲優：中田和宏）
帮助刹那的道化师，曾经是弥次郎所在的叛军的领队。他拥有的能力包括魔之闪（用空气当炮弹的武器），隐身，和在空中悬浮。

### 十天闪
十天闪是为保卫天子而选出来的十位最强闪士，每人都有特殊的武器。在动画中只有五人出场。
红桃華（聲優：小菅真美）
「拳枪闪士」，25歲，身高170cm，三圍B96、W58、H89
是青樓“桃華樓”的老板娘。是現任其他十天閃（紫賀以外）的教官之一，也是受天子之命，为了领悟终极战术而旅行，中途收留很多在战乱中无家可归的孤儿和妇女
雖然武藝高強，但有心臟病無法長時間作戰。善用爆破长枪，枪头上的圆球能弹出当作链使用。起初误会琉朱菜是背叛天子的人，后来成为琉朱菜的同伴。
红櫻華
身高165cm，三圍B80、W54、H78
紅桃華的妹妹。十天閃之一的「一槍閃士」，在桃華離開後努力修行最終繼承桃華的空缺成為總大將。
蒼馬三藏（聲優：立木文彦）
原十天閃的「牙乐闪士」，擅长用类似手风琴的乐器产生破坏声波阻止对方活动。
原作沒交代去向，動畫版被开山道士暗殺身亡。
藍前鐵破（聲優：檜山修之/水橋香織《少年時期》）
十天闪世家出身，琉朱菜小时候的朋友，善用铠布闪术，用布来做防御和攻击的武器。被琉朱菜击败后成为她的同伴。
藍前鐵香（華）
14歳，身高159cm，三圍B81、W55、H80
蓝前铁破的妹妹。
白土風花（聲優：鈴木菜穂子）
動畫原創角色。弥次郎从前的同伴，在叛军进军天都时从雪山上坠落。
被开山道士所救，并植入魔之闪从而活了下来。拥有“妖花乱舞闪术”，擅长在雪中作战。
最後知道开山道士真身以及自己被利用的事實，而捨身保護弥次郎，但受到攻擊後而墜落懸崖，之後生死不明。
白尾神之進（聲優：矢尾一樹）
又称水狼，善于在水中作战。装备有有潜水服和魚雷。
主要是以舉牌來代替正常的說話（水中），不過有時候會忘記週遭的環境，是極少數見過紫賀真面目的人。
原作後期有登場，動畫版被开山道士暗殺身亡。
紫賀十左衛門
十天閃最強的「無敵閃士」
是現任其他（桃華以外）十天閃的教官之一，本身所用的是使槍械解體的特殊閃術，也因為外貌英俊一旦被女孩子看到就會被纏上，也平時都穿著一套布偶裝。
黄魔弾丞
十天閃之一的「熱功閃士」
脾氣火爆好戰，相當討厭戰鬥被旁人打斷，就算那個人是大將也一樣。
緇門楪
十天閃之一的「華藥閃士」
擅長使用鞭型武器「威綱」追擊對手，身穿巫女服的少女，平時戴能面面具，一旦被拿下面具也當場大哭。
橙条本丸
十天閃最年少的「機巧閃士」
搭乘機關兵器・雷轟丸，並搭載無數飛彈。

## 出版書籍
| 冊數 | 角川書店      | 角川書店           | 長鴻出版社     | 長鴻出版社           |
| 冊數 | 發售日期      | ISBN               | 發售日期       | EAN                  |
| ---- | ------------- | ------------------ | -------------- | -------------------- |
| 1    | 2003年7月1日  | ISBN 4-04-713558-5 | 2004年6月18日  | EAN 471-07651-8531-2 |
| 2    | 2003年11月1日 | ISBN 4-04-713579-8 | 2004年8月11日  | EAN 471-07651-8698-2 |
| 3    | 2004年10月1日 | ISBN 4-04-713663-8 | 2005年9月20日  | EAN 471-07651-9716-2 |
| 4    | 2004年10月1日 | ISBN 4-04-713672-7 | 2005年12月19日 | EAN 471-07652-0098-5 |
| 5    | 2005年1月26日 | ISBN 4-04-713706-5 | 2006年6月12日  | EAN 471-07652-0504-1 |
| 6    | 2005年1月26日 | ISBN 4-04-713707-3 | 2006年7月24日  | EAN 471-07652-0659-8 |
| 7    | 2005年5月26日 | ISBN 4-04-713724-3 | 2007年5月24日  | EAN 471-07652-1481-4 |

## 電視動畫

### 主題曲
WOWOW版
片頭曲「KOHAKU」
作詞 - 奥井雅美 / 作曲・編曲 - 矢吹俊郎 / 歌 - 下川みくに
片尾曲「悲しみに負けないで」
作詞・作曲・歌 - 下川みくに / 編曲 - Sin
無線電視版
片頭曲「暁ノ空ヲ翔ル」
作詞 - 上松範康 / 作曲・編曲 - 藤田淳平 / 歌 - 佐藤裕美
片尾曲「花のように」
作詞・歌 - 佐藤裕美 / 作曲 - 上松範康 / 編曲 - 藤田淳平
最終話片頭曲「悲しみに負けないで」
作詞・作曲・歌 - 下川みくに / 編曲 - Sin

### 各話列表
| #   | 中文标题               | 日文标题 | 放映日期   |
| --- | ---------------------- | -------- | ---------- |
| 1.  | 微笑的闪士             |          | 2004-10-14 |
| 2.  | 被阻击的琉朱菜         |          | 2004-10-21 |
| 3.  | 魔之闪                 |          | 2004-10-28 |
| 4.  | 没有笑容的城镇         |          | 2004-11-04 |
| 5.  | 爆裂！拳枪闪，红桃华   |          | 2004-11-11 |
| 6.  | 气球使，橘的复仇       |          | 2004-11-18 |
| 7.  | 向天都出发             |          | 2004-11-25 |
| 8.  | 回忆里的敌人，蓝前铁破 |          | 2004-12-02 |
| 9.  | 风花，舞之时...        |          | 2004-12-09 |
| 10. | 进入天都               |          | 2004-12-16 |
| 11. | 与天子对决             |          | 2005-01-06 |
| 12. | 从旅行中学到的东西     |          | 2005-01-13 |